# Simesia dasychiroides
Simesia dasychiroides är en fjärilsart som beskrevs av Butler 1898. Simesia dasychiroides ingår i släktet Simesia och familjen tandspinnare. Inga underarter finns listade i Catalogue of Life.